# Perfil (álbum de Legião Urbana)
Perfil é uma coletânea da banda brasileira de rock Legião Urbana lançada em 2011 pela gravadora Som Livre. As 14 faixas do álbum foram escolhidas através de fãs pelo site oficial da Legião Urbana e a produção do disco não teve participação de nenhum integrante.

## Faixas[3]
Todas as músicas compostas por Legião Urbana.
| CD  |                          |         |  |
| N.º | Título                   | Duração |  |
| 1.  | "Tempo Perdido"          | 5:01    |  |
| 2.  | "Será"                   | 2:27    |  |
| 3.  | "Quase Sem Querer"       | 4:40    |  |
| 4.  | "Índios"                 | 4:18    |  |
| 5.  | "Há Tempos"              | 3:16    |  |
| 6.  | "Perfeição"              | 4:35    |  |
| 7.  | "Metal contra as Nuvens" | 11:28   |  |
| 8.  | "Pais e Filhos"          | 5:06    |  |
| 9.  | "O Teatro dos Vampiros"  | 3:37    |  |
| 10. | "Giz"                    | 3:21    |  |
| 11. | "Vento no Litoral"       | 6:06    |  |
| 12. | "Faroeste Caboclo"       | 9:02    |  |
| 13. | "Que País É Este"        | 2:57    |  |
| 14. | "Eduardo e Mônica"       | 4:31    |  |